# La Folie d'une femme
Pour plus de détails, voir Fiche technique et Distribution.
La Folie d'une femme (White Man) est un film muet américain de Louis J. Gasnier, sorti en 1924. Il s’agit du premier film de Clark Gable.

## Synopsis
Lady Andrea Pellor (Alice Joyce) est fiancée avec un riche propriétaire de mine d’Afrique du Sud. Elle veut en fait sauver sa famille de la misère. Avant le mariage, elle change d’avis et demande à un pilote (Kenneth Harlan) de l’emmener avec lui. Ils atterrissent dans la jungle et Lady Andrea contracte une fièvre. Il prend soin d’elle jusqu’à sa guérison complète. Ils tombent amoureux mais Lady Andrea soupçonne qu’il est en fuite.

## Fiche technique
- Titre original : White man
- Titre français : La Folie d'une femme
- Réalisateur : Louis J. Gasnier
- Scénaristes : George Agnew Chamberlain, Olga Printzlau
- Producteur : B. P. Schulberg
- Société de production : Al Lichtman Corporation/Preferred Pictures
- Directeur de la photographie : Karl Struss
- Montage :
- Direction artistique :
- Genre : Drame
- Couleurs : Noir et blanc
- Langue : Muet
- Durée : 70 minutes
- Date de sortie :
  - États-Unis : 1er novembre 1924

## Distribution
- Kenneth Harlan : le pilote
- Alice Joyce : Lady Andrea Pellor
- Walter Long : le voleur

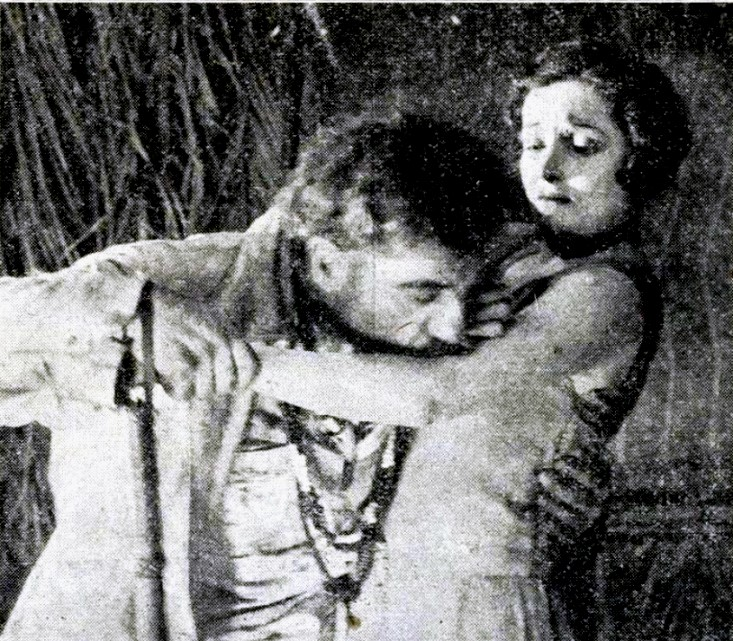
Walter Long et Alice Joyce dans une scène du film.

- Clark Gable : le frère de Lady Andrea
- Stanton Heck : Mark Hammer

## Autour du film
Le film est considéré comme perdu.